# Fanid
Fanid ou  El fanid الفانيد, est un gâteau traditionnel algérois ,, à base de poudre d’amandes et de sucre glace, que l’on retrouve dans toutes les fêtes  algériennes et très souvent sur les tables au moment du ramadan. Un gâteau très délicat, difficile à réaliser malgré la simplicité de la recette, qui demande un savoir-faire pour le réussir. Il existe deux versions de Fanid algérien: une version sans cuisson et une autre qui nécessite un passage au four.

## Décoration
C’est une pâtisserie très décorative, souvent présentée sous forme de deux bracelets superposés surmontés d’une rose avec des pétales, réalisée en pâte à sucre ou en pâte d’amandes.